# 第68回日劇學院賞
←第67回 - 第68回 - 第69回→
第68回日劇學院賞，針對2011年1月到3月在日本播出的連續劇做出投票與評比。

## 最優秀作品賞
1. 小汪刑事
2. 相棒Season9
3. 美麗鄰人

- 讀者票：1.冬之櫻；2.王牌酒保；3.櫻花心中
- 記者票：1.小汪刑事；2.相棒season9；3.美麗鄰人
- 評審票：1.幸福鐵板燒、小汪刑事、相棒season9、美麗鄰人 （並列）

## 主演男優賞
1. 水谷豐（相棒Season9）
2. 草彅剛（冬之櫻）
3. 三浦春馬（教我愛的一切）

- 讀者票：1.草彅剛（冬之櫻）；2.相葉雅紀（王牌酒保）；3.三浦春馬（教我愛的一切）
- 記者票：1.草彅剛（冬之櫻）；2.水谷豐（相棒）；3.三浦春馬（教我愛的一切）
- 評審票：1.水谷豐（相棒）；2.織田裕二（外交官 黑田康作）；3.三浦春馬（教我愛的一切）

## 主演女優賞
1. 多部未華子（小汪刑事）
2. 仲間由紀惠（美麗鄰人）
3. 瀧本美織（幸福鐵板燒）

- 讀者票：1.多部未華子（小汪刑事）；2.仲間由紀惠（美麗鄰人）；3.松下奈緒（CONTROL）
- 記者票：1.多部未華子（小汪刑事）；2.仲間由紀惠（美麗鄰人）；3.瀧本美織（幸福鐵板燒）
- 評審票：1.仲間由紀惠（美麗鄰人）；2.瀧本美織（幸福鐵板燒）；3.多部未華子（小汪刑事）、田中裕子（蒼穹之昴）

## 助演男優賞
1. 高嶋政伸（冬之櫻）
2. 及川光博（相棒Season9）
3. 香川照之（外交官 黑田康作）

- 讀者票：1.佐藤健（冬之櫻）；2.藤木直人（CONTROL）；3.德山秀典（櫻花心中）；4.高嶋政伸（冬之櫻）
- 記者票：1.高嶋政伸（冬之櫻）；2.及川光博（相棒）；3.佐藤健（冬之櫻）、西島秀俊（SCHOOL!!）
- 評審票：1.及川光博（相棒）；2.香川照之（外交官 黑田康作）；3.遠藤憲一（幸福鐵板燒）；4.高嶋政伸（冬之櫻）

## 助演女優賞
1. 武井咲（教我愛的一切）
2. 富司純子（幸福鐵板燒）
3. 檀麗（美麗鄰人）

- 讀者票：1.今井美樹（冬之櫻）；2.貫地谷栞（王牌酒保）；3.武井咲（教我愛的一切）
- 記者票：1.武井咲（教我愛的一切）；2.檀麗（美麗鄰人）；3.富司純子（幸福鐵板燒）
- 評審票：1.武井咲（教我愛的一切）；2.富司純子（幸福鐵板燒）；3.柴崎幸（外交官 黑田康作）

## 監督賞
1. 中島悟（小汪刑事）
2. 和泉聖治、近藤俊明、東伸兒、橋本一、田村孝藏	（相棒Season9）
3. 今井和久、小松隆志、星野和成（美麗鄰人）

## 腳本賞
1. 櫻井武晴、輿水泰弘、古澤良太、太田愛、戶田山雅司（相棒Season9）
2. 寺田敏雄、今井雅子、關繪理香（幸福鐵板燒）
3. 伴一彥（女警好愛嗅）

## 主題曲賞
- 東方神起「Why?(Keep Your Head Down)」（美麗鄰人）

## 特別賞
- 瀧本美織（幸福鐵板燒）